# Natalia Rutkowska
Natalia Rutkowska (Olsztyn, voivodat de Vàrmia i Masúria, 21 de juny de 1991) és una ciclista polonesa especialista en el ciclisme en pista. Ha participat en els Jocs Olímpics de 2016.

## Palmarès en pista
- 2012
  -  Campiona d'Europa sub-23 en Scratch
- 2013
  -  Campió de Polònia en puntuació
  -  Campió de Polònia en velocitat per equips
- 2015
  -  Campió de Polònia en persecució
- 2016
  -  Campió de Polònia en madison
  -  Campió de Polònia en persecució per equips